# Ceslas Spicq
Bernard ou Ceslas Spicq (o.p., né le 29 avril 1901 à Saint-Mihiel, mort le 14 janvier 1992 à Fribourg) est un dominicain bibliste français.

## Biographie
Il naît en Lorraine et reçoit le prénom de Bernard sur les fonts baptismaux. Entré dans l'Ordre des Prêcheurs, il y reçoit Ceslas comme nom de religion. Il fait ses études de théologie en Belgique à la faculté du Saulchoir à Kain La Tombe près de Tournai ; il devient professeur d'exégèse biblique à partir de 1928. En 1930 il est à l'École biblique de Jérusalem. En 1939 il est enrôlé dans l'armée française et interrompt ses activités de professeur. Fait prisonnier en 1941, il réussit à s'échapper en Espagne où il exerce comme professeur à Salamanque en 1943. Après la guerre, il s'établit en Suisse et sera professeur d'exégèse du Nouveau Testament de 1953 à 1971 à l'Université de Fribourg. Il contribue, surtout pour l'Épître aux Hébreux, à la traduction de la Sainte Bible (1950) puis à la Bible de Jérusalem (1957) et à la traduction œcuménique de la Bible (1969). Il sera également membre de la Commission biblique pontificale (1973-1979).

## Œuvres principales
- Esquisse d'une histoire de l'exégèse latine au moyen âge, Paris, J. Vrin, coll. « Bibliothèque thomiste » (no 26), 1944, 403 p. (OCLC 756767232)
- Saint Paul : les Épîtres pastorales, Paris, Gabalda, 1947, ccviii - 416 (OCLC 762154)
- L'Épître aux Hébreux (2 voll.), Paris, Gabalda, coll. « Études bibliques » (no 25), 1952-1953, 379 - 401 p. (OCLC 878042815)
- Spiritualité sacerdotale d'après Saint Paul, Paris, Éditions du Cerf, coll. « Lectio Divina », 1954
- Agapè : prolégomènes à une étude de théologie néo-testamentaire, Louvain, E. Nauwelaerts, 1955
- Vie morale et Trinité Sainte selon Saint Paul, Paris, Éditions du Cerf, 1957
- Agapè dans le Nouveau Testament (3 voll.), Paris, Gabalda, 1959-1966 (OCLC 23398931)
- Charité et liberté selon le Nouveau Testament, Paris, Alsatia, 1961
- Théologie morale du Nouveau Testament, Paris, Lecoffre, coll. « Études bibliques », 1965, 897 p. (OCLC 892704)
- Dieu et l'homme selon le Nouveau Testament, Paris, Éditions du Cerf, 1961
- Les Épîtres de Saint Pierre, Paris, Gabalda, coll. « Sources bibliques », 1966, 269 p. (OCLC 426146)
- Notes de lexicographie néo-testamentaire, Fribourg, Éditions universitaires, coll. « Orbis biblicus et orientalis » (no 22), 1978, 980 p. (ISBN 978-2-8271-0139-9) réédité en :
  - Lexique théologique du Nouveau Testament, Fribourg, Éditions universitaires, 1991, 1668 p. (ISBN 978-2-8271-0564-9)
- Vie chrétienne et pérégrination selon le Nouveau Testament, Paris, Éditions du Cerf, coll. « Lectio Divina », 1972
- L'épître aux Hébreux, Paris, Gabalda, coll. « Sources bibliques », 1977, 235 p. (OCLC 468716286)

## Source de la traduction
- (it) Cet article est partiellement ou en totalité issu de l’article de Wikipédia en italien intitulé « Ceslas Spicq » (voir la liste des auteurs).